# アウシュビッツ ホロコーストガス室の戦慄
『アウシュビッツ ホロコーストガス室の戦慄』（Auschwitz）は、ウーヴェ・ボル監督・脚本による2011年のドイツのドラマ映画である。

## キャスト
- シュテフェン・メネケス
- アルヴェト・ビルンバウム（英語版）
- マクシミリアン・ガルトナー
- ウーヴェ・ボル

## 製作
撮影は2010年2月から3月までにクロアチアのザグレブで行われた。『ブラッドレイン 血塗られた第三帝国』のセットで撮られた。